# Joseph Farcot

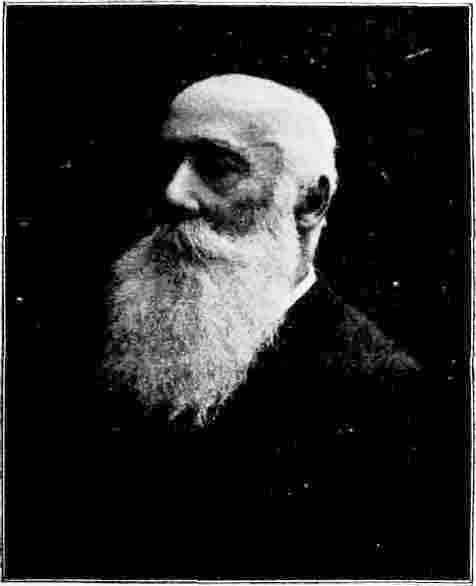
Joseph Jean Farcot

Joseph Jean Farcot (ur. 1823 w Paryżu, zm. 1908) – francuski inżynier, konstruktor i przemysłowiec. Tworzył nowe rozwiązania w dziedzinie układów sterowania i regulacji, a także silników parowych. W 1868 r. wynalazł serwomotor (siłownik). Silniki jego konstrukcji były produkowane w fabryce założonej przez jego ojca.